# Premio Nacional de Historia de España
El Premio Nacional de Historia de España es un premio literario de larga trayectoria que otorga anualmente el Ministerio de Cultura de España. 
Premia la mejor obra en la especialidad de historia de España, escrita por un autor o autores españoles, en cualquiera de las lenguas españolas, entre todas las publicadas en España el año anterior, en su primera edición. Está dotado con 20 000 euros. 
Este galardón tiene por objeto reconocer y estimular la importante labor de estudio e investigación sobre temas relacionados con la historia de España.
Fue creado en 1981. Tiene como antecedentes el Premio Nacional de Literatura Menéndez Pelayo (de 1955 a 1972) para libros de estudios históricos o biográficos y el Premio de Historia de España y América, durante el periodo hispánico Marcelino Menéndez Pelayo (1975-1980). 

## Galardonados
- 1981: José María Jover Zamora. La era Isabelina y el Sexenio democrático (1834-1874).
- 1982: José Manuel Cuenca Toribio. Andalucía : historia de un pueblo Espasa Calpe.
- 1983: declarado desierto.
- 1984: Josep Maria Font i Rius. Cartas de población y franquicia de Cataluña.
- 1985: Manuel Fernández Álvarez. La sociedad española en el Siglo de Oro.
- 1986: Carlos Seco Serrano. Militarismo y civilismo en la España contemporánea.
- 1987: Julio González González. Reinado y diplomas de Fernando III.
- 1988: Miquel Batllori. Humanismo y Renacimiento.
- 1989: Emilio García Gómez. Foco de antigua luz sobre la Alhambra.
- 1990: Francisco Comín Comín. Hacienda y economía en la España contemporánea (1800-1936).
- 1991: Felipe Ruiz Martín. Pequeño capitalismo, gran capitalismo: Simón Ruíz y sus negocios en Florencia.
- 1992: Miguel Artola Gallego. Enciclopedia de Historia de España.
- 1993: Fernando Checa Cremades. Felipe II, mecenas de las artes.
- 1994: Miguel Ángel Ladero Quesada. Fiscalidad y poder real en Castilla (1252-1369).
- 1995: Gonzalo Anes Álvarez. El siglo de las luces.
- 1996: Juan Marichal. El secreto de España.
- 1997: Antonio Jiménez-Landi. La Institución Libre de Enseñanza y su ambiente.
- 1998: Eloy Benito Ruano, Antonio López Gómez, Joaquín Vallvé Bermejo, Miguel Ángel Ladero Quesada, Luis Suárez Fernández, Manuel Fernández Álvarez, Antonio Domínguez Ortiz, Vicente Palacio Atard, Gonzalo Anes Álvarez de Castrillón, Demetrio Ramos Pérez, Antonio Rumeu de Armas, Carlos Seco Serrano, José María Jover Zamora, Pedro Laín Entralgo, Carmen Iglesias Cano, Faustino Menéndez Pidal de Navascués, Juan Pérez de Tudela, Rafael Lapesa Melgar, Fernando Chueca Goitia, José Filgueira Valverde y Felipe Ruiz Martín. Reflexiones sobre el ser de España.[1]
- 1999: Víctor Nieto Alcaide. La vidriera española. Ocho siglos de luz.
- 2000: Carmen Iglesias. Símbolos de España.
- 2001: Luis Suárez Fernández. Isabel I, reina.
- 2002: Fernando Chueca Goitia. Historia de la Arquitectura Española II.
- 2003: Luis Ribot García. La Monarquía de España y la guerra de Mesina (1674-1678). [2]
- 2004: Julio Valdeón Baruque. Alfonso X: la forja de la España moderna.[3]
- 2005: Santos Juliá Díaz. Historias de las dos Españas.[4]
- 2006: Antonio Miguel Bernal. España, proyecto inacabado: costes/beneficios del imperio.[5]
- 2007: Luis Gil Fernández, por El Imperio luso-español y la Persia Safávida, Tomo 1 (1582-1605).[6]
- 2008: Fernando García de Cortázar, por Historia de España desde el Arte.[7]
- 2009: José Antonio Escudero López, por El Rey. Historia de la monarquía.[8][9]
- 2010: Pablo Fernández Albaladejo, por Historia de España, vol. IV: La crisis de la monarquía[10]
- 2011: Isabel Burdiel por Isabel II. Una biografía.
- 2012: Ricardo García Cárcel por La herencia del pasado.
- 2013: José Ángel Asiain por La financiación de la Guerra Civil española.
- 2014: Carmen Sanz Ayán por Los banqueros y la crisis de la monarquía hispánica de 1640.
- 2015: Roberto Fernández Díaz por Cataluña y el absolutismo borbónico: historia y política.
- 2016: Feliciano Barrios por La gobernación de la Monarquía de España: consejos, juntas y secretarios de la administración de corte, 1556-1700.[11]
- 2017: Enrique Moradiellos por Historia mínima de la Guerra Civil española.[12]
- 2018: Santiago Muñoz Machado por Hablamos la misma lengua.[13]
- 2019: Anna Caballé por Concepción Arenal. La caminante y su sombra.[14]
- 2020: Fernando del Rey Reguillo por Retaguardia roja. Violencia y revolución en la guerra civil española.[15]
- 2021: Antonio J. Díaz Rodríguez por El mercado curial. Bulas y negocios entre Roma y el mundo ibérico en la Edad Moderna[16]
- 2022: Ofelia Rey Castelao por El vuelo corto. Mujeres y migraciones en la Edad Moderna[17]
- 2023: Encarnación Lemus López por la obra Ellas. Las estudiantes de la Residencia de Señoritas. [18]
- 2024: Javier Moreno Luzón por la obra El Rey patriota: Alfonso XIII y la nación [19]